# مومو كوداما
مومو كوداما (باليابانية: 児玉桃؛ بالكانا: こだま もも) هي عازفة بيانو يابانية، ولدت في 1972 في أوساكا في اليابان.

## وصلات خارجية
- مومو كوداما على موقع ميوزك برينز (الإنجليزية)
- مومو كوداما على موقع أول ميوزيك (الإنجليزية)
- مومو كوداما على موقع ديسكوغز (الإنجليزية)